# Val di Spessa
La Val di Spessa (Spessatal in tedesco; Val de Spëscia in ladino) è una valle dell'Alto Adige, solcata dal Rio Ciampló (Rü da Ciamplorët in ladino). Popolata prevalentemente da ladini, la valle è una trasversale della Val Badia; il suo imbocco si trova presso Pederoa, alla confluenza del suddetto torrente nel rio Gadera e termina a monte con il passo di Sant'Antonio.

## Geografia fisica

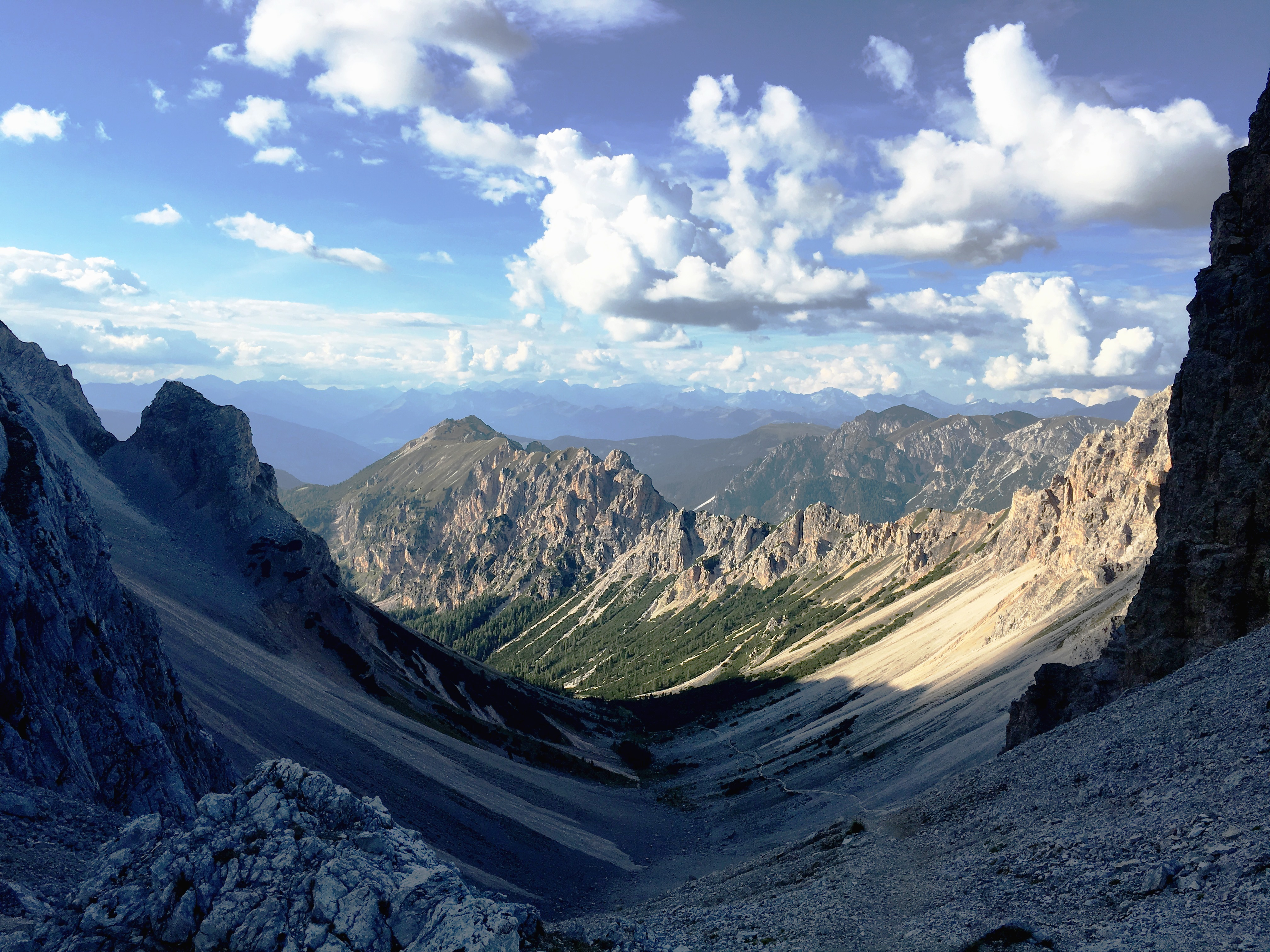
La Antonio. In secondo piano si scorge il versante erboso del monte Pares.

Presenta un andamento prevalentemente est - ovest. La valle nasce al passo di Sant'Antonio 2466 m che permette di scollinare nell'alpe di Fanes. Il tratto più alto, dal passo fino a monte della vila di Spessa, assume, infatti, la denominazione di Val de Fanes. Questa porzione è caratterizzata da depositi morenici e vegetazione rada, ambiente tipicamente di alta montagna. A partire dalla località di Spessa invece la valle si amplia notevolmente. I due versanti sono nettamente distinti fra loro. Quello meridionale, decisamente più ripido, è ricoperto di vegetazione boschiva, mentre il versante settentrionale, meno scosceso, è fortemente antropizzato.
Le valli laterali sono numerose, ma di piccola entità. Le più importanti sono, per il versante settentrionale, la valle del rio Falcun che drena i sovrastanti alpeggi di Rit e la valle del rio Stuacia che nasce dal passo di Rit. Il versante meridionale è invece caratterizzato da una profonda vallata, drenata dal rio di Armentara (Rü dla Gana in ladino), che nella sua parte alta forma i prati di Armentara.
La valle di Spessa presenta tre valichi principali. Il passo di Rit sul versante settentrionale la lega alla val di Marebbe, il passo di Sant'Antonio, che rappresenta il capo della valle, la collega con l'alpe di Fanes, mentre a sud con il passo di Valacia si raggiunge Badia.
A delimitare la valle a nord si trova la catena di cime di Piz de Sant'Antone 2655 m e Pares 2369 m che la separano dalla val di Marebbe; a sud invece il limite corre lungo la cresta del Sasso di Santa Croce che ne rappresenta la quota più elevata (Cima Dieci 3026 m) e una serie di piccoli rilievi (Col de Tamersc 2038 m, Col dl Murnà 1901 m e Col Arcogn 1878 m).

## Toponimo
Il toponimo di valle di Spessa (Val de Spëscia) riprende il nome della località di Spessa, il centro abitato più a monte della vallata. Tuttavia in ladino non è di uso corrente. Infatti in lingua ladina la valle di Spessa è anonima. Da ciò deriva anche il nome del suo centro abitato più importante e del comune entro i cui confini l'intera valle è inclusa, ossia La Valle. Tuttavia il la non rappresenterebbe l'articolo determinativo, bensì deriverebbe da illa (pronome dimostrativo latino), fenomeno frequente nelle valli ladine (La Ila/La Villa, La Pli/Pieve di Marebbe o di Livinallongo, La Poza, La Salva).

## Principali accessi
L'unico accesso carrabile alla valle di Spessa è la strada provinciale 60 che si dirama dall'ex-Statale 244, in località Pederoa.

## Comuni e principali località
La valle di Spessa è interamente inclusa nel territorio comunale di La Valle e ne rappresenta la gran parte del territorio. Il capoluogo comunale è situato sul versante settentrionale, come pure gran parte delle viles (masi ladini). All'imboccatura della valle si trova Pederoa, secondo centro del comune.